# Superman and the Mole Men
Superman and the Mole Men é um filme estadunidense de  1951, em preto e branco, estrelado por George Reeves como Superman e Phyllis Coates como Lois Lane. Foi o primeiro filme para cinema baseado no personagem Super-Homem (embora dois filmes de Superman já houvessem sido exibidos nos cinemas anteriormente, em 1948 e 1950, eles apareceram em formato de seriado). Produzido por Barney Sarecky, dirigido por Lee Sholem e com roteiro de Richard Fielding (pseudônimo coletivo de  Robert Maxwell e Whitney Ellsworth), foi filmado em 12 dias. Com 58 minutos de duração, foi uma espécie de teste para a série de Televisão que se seguiria, Adventures of Superman, para o qual se tornou um episódio em duas partes intitulado "The Unknown People".

## Sinopse
O bem educado repórter Clark Kent, e Lois Lane, são mandados para a pequena cidade de Silsby, para a inauguração do mais profundo poço de petróleo do mundo. Sem o conhecimento dos perfuradores, no entanto, o eixo da broca penetrou no mundo subterrâneo dos "Mole Men" (Homens Toupeira), uma raça de pequenos seres peludos (apesar de carecas). Os Homens Toupeira, através do eixo, vêm durante a noite explorar a superfície.
Sua aparência peculiar, além do fato de que tudo o que tocam se torna fosforescente e brilha no escuro, assusta o povo a ponto de se formar uma multidão furiosa, liderada pelo violento Luke Benson, com a finalidade de matar os "monstros". Superman é o único capaz de resolver o conflito, salvando uma das criaturas da queda no fornecimento de água da cidade, depois de ter sido baleado, levando-o ao hospital, enquanto o outro é expulso pelo povo.
Mais tarde, o médico revela que a criatura precisa passar por cirurgia para remover a bala, caso contrário irá morrer. Clark Kent é obrigado a auxiliar o médico, quando a enfermeira se recusa mediante o medo da criatura. Logo depois, os capangas de Benson aparecem no hospital , tentando levar com eles a criatura, e Superman monta guarda diante do hospital. Lois Lane fica ao lado do Superman, até que um tiro é disparado. Superman a envia para dentro e começa a aliviar a multidão de suas armas, mandando-as para longe. Mais tarde, diversas criaturas emergem a partir do eixo da broca, desta vez carregando uma arma, e caminham para o hospital. Benson vai sozinho atrás deles, mas as criaturas dispararam contra ele. Superman vê a cena e rapidamente pula na frente da explosão, salvando a vida de Benson, e lhe diz: "More than you deserve!" (Mais do que você merece!). Ele busca a criatura ferida e retorna com seus companheiros ao eixo. Logo depois eles destroem completamente o eixo, para que ninguém possa subir ou descer novamente.

## Elenco
- George Reeves … Clark Kent / Superman
- Phyllis Coates … Lois Lane
- Jeff Corey … Luke Benson
- Walter Reed … Bill Corrigan
- J. Farrell MacDonald … Pop Shannon
- Stanley Andrews … Sheriff
- Ray Walker … John Craig
- Hal K. Dawson … Chuck Weber
- Phil Warren … Deputado Jim
- Frank Reicher … Superintendente do Hospital
- Beverly Washburn … Criança
- Jack Banbury … "Mole Man"
- Tony Baris … "Mole Man"
- Billy Curtis … "Mole Man"
- Jerry Maren … "Mole Man"

## Temática
Tal como acontece com muitos dos primeiros episódios das aventuras de Superman, o filme é de temática adulta, com uma boa dose de conflito e violência, e é interpretado com seriedade total por todos os intervenientes; o Superman interpretado por Reeves, em particular, não mostra nenhum traço do humor que o personagem iria desenvolver ao longo do tempo, na série de TV.
A visão simpática dos estrangeiros neste filme, e o medo irracional por parte dos cidadãos, tem sido comparada pelo autor Gary Grossman à reação de pânico do público para com o pacífico alienígena Klaatu no filme O Dia em que a Terra Parou, realizado naquele mesmo ano. Ambos os filmes foram vistos a posteriori como um produto (e uma reação a) o "Red Scare" do pós-Segunda Guerra Mundial. Grossman também cita um filme posterior, talvez inspirado neste, chamado The Mole People .

## Produção
- Alguns elementos foram cortados do filme, quando foi transformado em "The Unknown People" ("O Povo Desconhecido"), incluindo algumas partes de uma cena longa de perseguição, e todas as referências ao termo "Mole Men"
- A arma laser indicada no cartaz do filme, que os Homens Toupeira haviam trazido de sua casa subterrânea a fim de se defender e recuperar seu companheiro ferido, foi construída a partir de um aspirador de pó da Electrolux.
- As locações foram em Culver City, Califórnia.

## VHS , DVD e Blu-ray
O filme foi lançado em vídeo VHS pela Warner Home Video em 22 de julho de 1987. Tanto o episódio em duas partes, como o filme completo, são destaque na primeira temporada do DVD Adventures of Superman, em 2005. O filme também foi incluído na edição especial de lançamento de 4 discos de DVD de  Superman(1978) em 2006. Também foi lançado no box The Superman Motion Picture Anthology, em 07 de junho de 2011.